# Ma Teng
Ma Teng (pronunciaciónⓘ) (muerto en 212), nombre de cortesía Shoucheng, fue un señor de la guerra que vivió durante la última dinastía Han Oriental de China. Controlaba la provincia de Liang (涼州; cubriendo partes de los actuales Shaanxi y Gansu) con otro señor de la guerra, Han Sui. Ma Teng y Han Sui estuvieron involucrados en los esfuerzos para ganar autonomía del gobierno central de Han.

## Biografía
Descendiente de Ma Yuan, Ma Teng nació en el condado de Maoling (茂陵縣), Comandancia de Fufeng (扶風郡) (actual Xingping, Shaanxi). Su padre, Ma Ping (馬平), era un funcionario menor en la Comandancia de Tianshui, pero debido a alguna disputa, fue despedido de su puesto y se fue a vivir entre el pueblo Qiang.
Ma Teng creció en la pobreza extrema y se ganaba la vida vendiendo leña que recolectaba en las montañas. En su adultez, se decía que su altura era de más de ocho chi (1,86 metros). Se decía que era feroz en apariencia, pero amable con los demás, sabio y respetado por muchos.
En 184, durante los últimos años del reinado del emperador Ling, el pueblo Qiang en la provincia de Liang se levantó contra el gobierno local bajo el mando de Beigong Yu (北宫玉) y Liwen Hou (李文侯). A ellos se unieron miembros de la nobleza local como Han Sui y Bian Zhang. El gobernador oficial Han de la provincia de Liang, Geng Bi (耿鄙), reunió fuerzas para sofocar la rebelión, y Ma Teng se ofreció como soldado de infantería. Sus habilidades en la batalla contra los rebeldes fueron reconocidas y subió de rango entre los soldados. Sin embargo, cuando Geng Bi fue asesinado en batalla por el ejército rebelde, Ma Teng cambió de bando y se unió a Han Sui. La rebelión fue finalmente reprimida por el general Han Huangfu Song, pero Ma Teng escapó junto con algunos rebeldes. Al final, el gobierno central otorgó títulos militares a algunos de los líderes rebeldes para apaciguarlos.
Cuando Li Jue y Guo Si tomaron el poder sobre Chang'an luego del asesinato de Dong Zhuo, Ma Teng y Han Sui al principio les prometieron lealtad, y fueron nombrados como General Que Ataca el Este (征西将軍) y General Que Protege el Este (鎮西将軍) respectivamente. Sin embargo, la relación entre las dos partes se agrió rápidamente, y Ma Teng y Han Sui lideraron sus ejércitos en un intento de apoderarse de Chang'an. Se aliaron con el señor de la guerra Liu Yan, pero sufrieron derrotas de manos de las fuerzas de Li Jue lideradas por Guo Si, Fan Chou y Li Li. La pérdida de 10 000 soldados no solo fue un duro golpe para la moral de las fuerzas aliadas, sino que también enfrentaron una escasez de suministros en ese momento, por lo que el elocuente Han Sui le pidió a Fan Chou una charla privada, durante la cual Han Sui persuadió con éxito a Fan Chou de abortar la persecución porque compartían la misma ciudad natal. Las fuerzas aliadas se retiraron a la provincia de Liang de forma segura.
Aunque Ma Teng se encontraba inicialmente en buenos términos con Han Sui, los dos se enfrentaron entre sí por el control de la provincia de Liang. La lucha se intensificó hasta el punto de que se estaban matando las esposas y los hijos del otro. Cao Cao, quien en este punto había derrotado decisivamente a Yuan Shao en la batalla de Guandu, negoció la paz entre Ma Teng y Han Sui, quien luego prometió lealtad a la dinastía Han y envió tropas para ayudar a Cao Cao a derrotar a los sucesores y restos de Yuan Shao. Después de esto, Ma Teng fue convocado a la ciudad de Ye con la mayoría de su familia, y fue nombrado Ministro de la Guardia (衛尉). Su hijo mayor, Ma Chao, se quedó en la provincia de Liang con Han Sui.
A principios de 211, Ma Chao formó en secreto una coalición con Han Sui y otros señores de la guerra menores en la provincia de Liang y comenzó una rebelión contra la dinastía Han. Mientras persuadía a Han Sui para que se uniera a él, Ma Chao dijo: "[...] Ahora, abandono a mi padre y estoy dispuesto a reconocerte como mi padre. También debes abandonar a tu hijo y tratarme como a tu hijo." Cao Cao derrotó a Ma Chao y su coalición en la batalla del paso de Tong en septiembre de 211. En algún momento del verano de 212, el emperador Xian emitió un decreto imperial que ordenaba la ejecución de Ma Teng y el resto de su familia que estaban con él en la ciudad de Ye en el momento.

## EnRomance de los Tres Reinos
En la novela histórica del siglo XIV Romance de los Tres Reinos, Ma Teng es retratado como un leal de la dinastía Han en decadencia. Participa en un complot con Liu Bei y Dong Cheng para asesinar a Cao Cao, quien en la novela, es representado como un villano que monopoliza el poder y mantiene como rehén al Emperador Xian. Sin embargo, la conspiración no tiene éxito y Ma Teng regresa a la provincia de Liang.
Cuando Ma Teng es llamado más tarde a la capital imperial Xuchang, decide unirse nuevamente a un complot para asesinar a Cao Cao, esta vez con Huang Kui (黄奎). Sin embargo, se descubre el plan y es ejecutado junto con sus hijos Ma Xiu (馬休) y Ma Tie (馬鐵). Al enterarse de la muerte de su padre y sus hermanos, Ma Chao se llena de ira y va a la guerra con Cao Cao para vengar a su familia, comenzando la batalla del paso de Tong.